# Harinjärvi (sjö i Libelits, Norra Karelen)
Harinjärvi är en sjö i kommunen Libelits i landskapet Norra Karelen i Finland. Sjön ligger 89,8 meter över havet. Den är 29,5 meter djup. Arean är 78 hektar och strandlinjen är 8,42 kilometer lång. Sjön  ingår i Vuoksens huvudavrinningsområde.   Den ligger omkring 12 kilometer väster om Joensuu och omkring 370 kilometer nordöst om Helsingfors. 